# Repnoa imparilis
Repnoa imparilis är en fjärilsart som beskrevs av William Schaus 1905. Repnoa imparilis ingår i släktet Repnoa och familjen Megalopygidae. Inga underarter finns listade i Catalogue of Life.